# Вишня (археологічна пам'ятка)

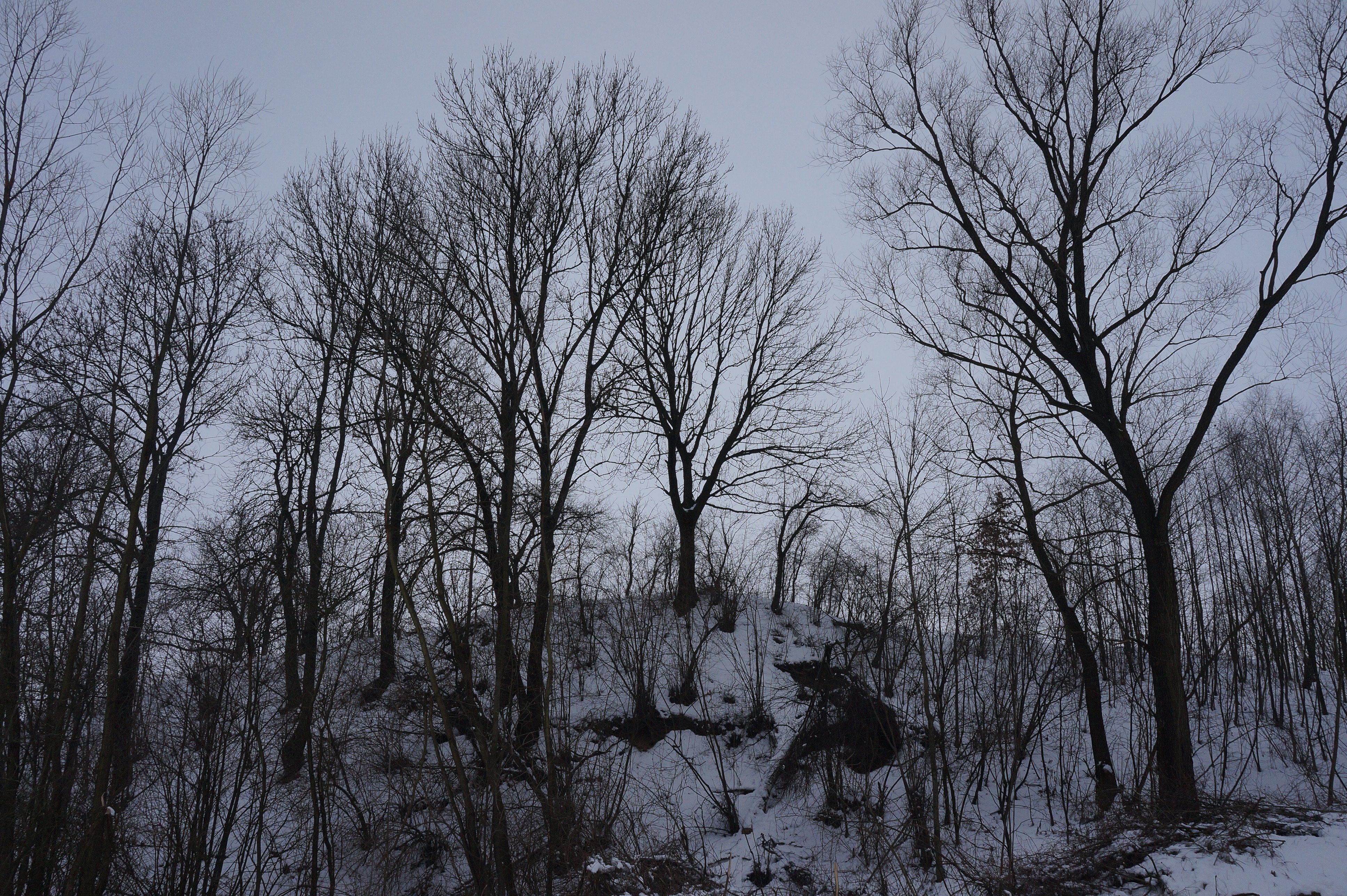
Залишки городища в урочищі Замчисько

Вишня — археологічна пам'ятка, давні городища. Пам'ятка лежить у межах міста Судова Вишня. Єдиний раз Вишня згадана в Галицько-Волинському літописі під 1230, коли нею володів галицький боярин Пилип, який вів ворожу Данилові Галицькому політику. Збереглося два городища, розташовані на західній та східній околицях сучасного міста. Перше — в урочищі Замчисько, друге — в урочищі «На чвораках». Встановлено, що обидва городища були оборонними замками, з яких 1-й існував у 10 — початку 12 століття, а 2-й — у 12-13 століттях.
У краще збереженому 1-му городищі по периметру валу відкрито дерев'яні конструкції у вигляді клітей — огорож оборонного та господарського призначення, сліди в'їзду, заглиблені та наземні житлові будівлі на майданчику городища з багатим інвентарем: залізні побутові вироби і зброя, глиняний посуд тощо.
2-ге городище розміщене за 3 км на схід від 1-го на мисі між річкою Вишня (притока Сяну) та потічком. Зруйноване кар'єрними розробками та забудоване. Речовий матеріал з цього городища показує, що воно існувало після загибелі 1-го в урочищі Замчисько і що саме з ним пов'язана літописна згадка. У південній частині міста виявлено підкурганне кочівницьке поховання 10-11 століть із великою кількістю срібних, бронзових та бурштинових прикрас.